# Daniel Martínez Monzón
Daniel Martínez Monzón (Almudévar, Huesca, España, 8 de junio de 1977), conocido en los medios deportivos como Dani Martínez, es un exfutbolista y entrenador de fútbol español. Actualmente dirige a la Unión Deportiva Barbastro de la Segunda Federación.

## Trayectoria
Dani Martínez iniciaría su etapa como entrenador en 2011 en las categorías inferiores de la Sociedad Deportiva Huesca. En el conjunto oscense permanecería durante cinco temporadas, de las cuales las dos primeras dirigió al cadete de División de Honor, pasando después a categoría Juvenil al que dirigió durante otras dos temporadas (una temporada con el Juvenil Preferente y otra con el División de Honor) y en la temporada 2015-16 dirigió al equipo juvenil de Liga Nacional.
En la temporada 2016-17, se convierte en segundo entrenador de David Navarro en la Sociedad Deportiva Tarazona de la Tercera División de España.
En la temporada 2018-19, firmó como entrenador del Club Deportivo Sariñena de la Tercera División de España, con el que disputó el play-off de ascenso a Segunda B.
En verano de 2019, pasó a entrenador de la Unión Deportiva Barbastro de la Tercera División de España, al que dirigió durante dos temporadas. En la temporada 2019-20, lograría estabilizarlo en la Tercera División de España y en la temporada 2020-21, disputa play-offs de ascenso a la Segunda División RFEF.
El 3 de junio de 2021, firmó con del Club Deportivo Brea de la Segunda División RFEF.
El 7 de junio de 2022, renueva por una temporada como entrenador del Club Deportivo Brea en la Segunda División RFEF, tras logar un décimo puesto en el grupo 3 de la Segunda División RFEF, ya que en 34 partidos de Liga y 1 de Copa del Rey, logró 11 victorias.
El 11 de octubre de 2023, fichó por la Unión Deportiva Barbastro de la Segunda Federación.

## Clubes
| Club                       | País   | Año       |
| -------------------------- | ------ | --------- |
| S. D. Huesca (fútbol base) | España | 2011-2016 |
| S. D. Tarazona (adjunto)   | España | 2016-2018 |
| C. D. Sariñena             | España | 2018-2019 |
| U. D. Barbastro            | España | 2019-2021 |
| C. D. Brea                 | España | 2021-2023 |
| U. D. Barbastro            | España | 2023-Act. |